# Jyrki 69

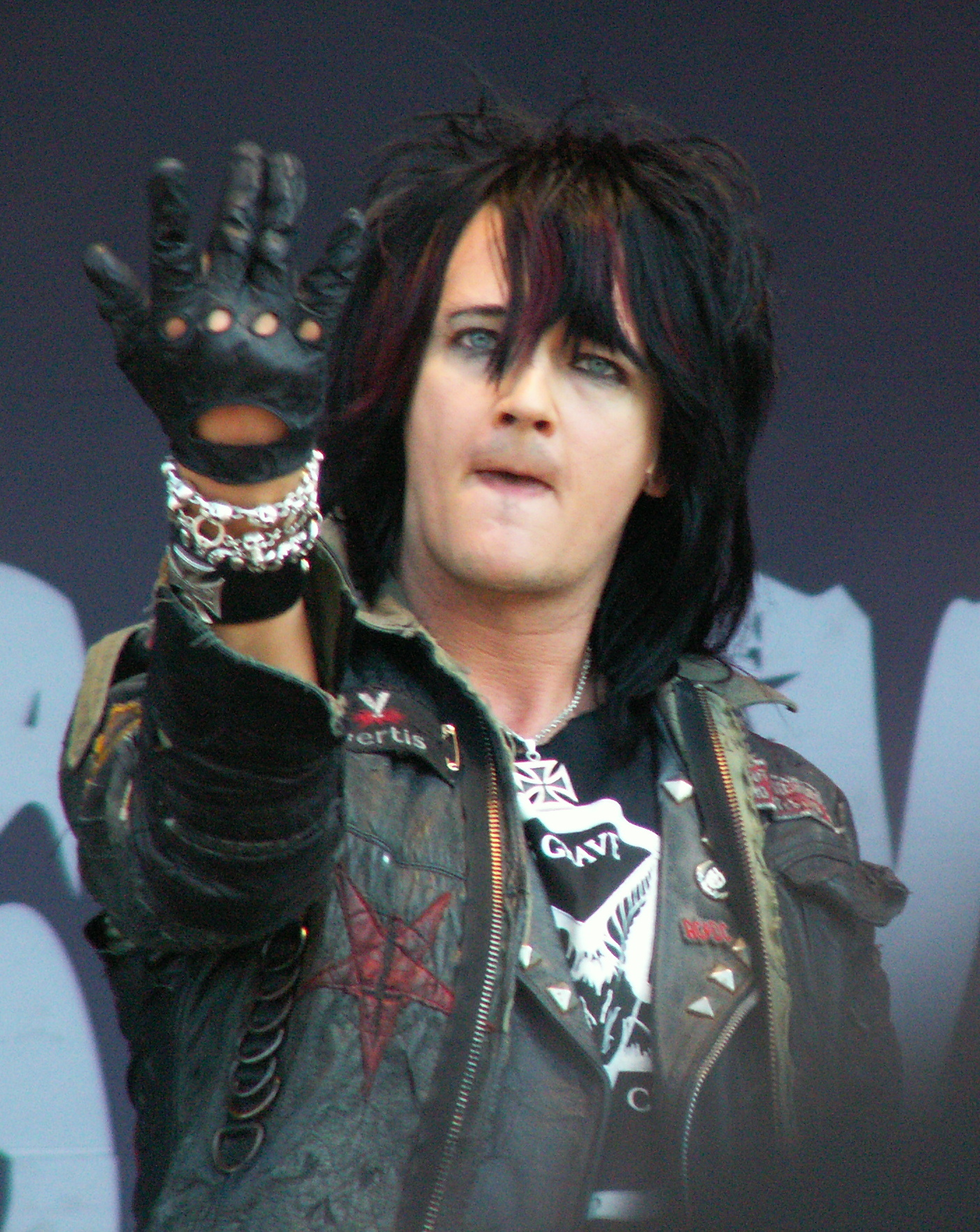
Jyrki 69 beim M’era Luna Festival 2007 in Hildesheim

Jyrki 69, eigentlich Jyrki Pekka Emil Linnankivi (* 15. Oktober 1968 in Helsinki), ist ein finnischer Sänger, der als Frontmann der Rockband The 69 Eyes bekannt ist.

## Karriere
Mit acht Jahren erlernte er das Klavierspiel, mit fünfzehn nahm er Akustikgitarrenunterricht. Im Jahre 1990 kam es dann zur Gründung der Band The 69 Eyes.
Seit 2003 ist er UNICEF-Botschafter. Linnankivi hatte sich bereits als Botschafter der Kampagne „Stolen Childhood“ engagiert, bei welcher Kinder aus dem westafrikanischen Benin unterstützt wurden.
Ende Juni 2017 veröffentlichte er sein Soloalbum Helsinki Vampire, mit dem er in die finnischen Charts einstieg.

## Diskografie
Album
- Helsinki Vampire (2017)